# Gefängnistagebuch
Ein Gefängnistagebuch (auch Gefangenentagebuch) ist ein Tagebuch, das während des Aufenthaltes in einem Gefängnis entstanden ist. Es liefert Aufschlüsse über die Insassen und die Bedingungen, unter denen sie inhaftiert sind. Autoren können neben den Gefangenen selbst auch Aufseher sein, die über die Gefangenen schreiben. Gefängnistagebücher zählen im weiteren Sinne zur Gefangenenliteratur bzw. Gefängnisliteratur.

## Geschichte
Berühmte literarische Werke sind das Gefängnistagebuch von Luise Rinser mit  heimlich in der Zelle eines nationalsozialistischen Frauengefängnisses gemachten Aufzeichnungen oder das Gefängnistagebuch von Hồ Chí Minh, das auf Chinesisch verfasste Gedichte enthält, die er während seiner Gefangenschaft im China unter Chiang Kai-shek verfasst hat.
In einer Besprechung der Aufzeichnungen aus dem Gefängnis von Can Dündar werden Gefängnistagebücher als ein Literaturgenre definiert, „auf das man gerne verzichten könnte - wenngleich sie meist Dinge in unvergleichlicher Schärfe und Klarsichtigkeit verhandeln. Traurig, dass dieses Genre weiter Zuwachs erfährt.“
Aus dem Polizeigewahrsam in Istanbul schreibt Deniz Yücel im Februar 2017: »Dieser Ort […] hat keine Erinnerung. Alle, die ich hier kennengelernt habe – kurdische Aktivisten, Makler, Katasterbeamte, festgenommene Richter und Polizisten, Gangster – alle haben mir gesagt: ›Du musst das aufschreiben, Deniz Abi.‹ Ich habe gesagt: ›Logisch, mach ich. Ist schließlich mein Job. Wir sind ja nicht zum Spaß hier.‹«
Die Zeit der Gefangenschaft wurde auf vielfältige Weise literarisch verarbeitet. Zu deren Zeugnissen zählen unter anderem Nelson Mandelas Briefe von der Gefängnisinsel Robben Island mit ihrer poetischen Kraft und Schönheit, Alexander Solschenizyns Archipel Gulag, der ein vernichtendes Zeugnis über Stalins Zwangsarbeitslager ausstellt, und Jeffrey Archers Gefängnistagebücher (A Prison Diary), die einen emotionalen Einblick in die harte, seelenzerstörende Existenz der Männer im Belmarsh-Gefängnis geben.
Der Unternehmer und Oligarch Michail Chodorkowski veröffentlichte 2014 Meine Mitgefangenen (russisch Тюремные люди) über die russische Justiz.

## Auswahl von Gefängnistagebüchern
Die Auswahl ist alphabetisch nach Autoren bzw. Herausgebern sortiert.
- Bozorg Alavi: Varaqpârehâ-ye zendân. Irvine, Iranzamin 1978. ISBN 0-934497-04-4.
- Sheila Allan: Diary of a Girl in Changi. Simon & Schuster Australia, 2007. ISBN 0-86417-619-8 (englisch).
- Jeffrey Archer: Prison Diaries, Vol. I–III. Pan Macmillan, London 2003 (Vol. I), 2004 (Vol. II), 2005 (Vol. III). ISBN 9780330418591, ISBN 9780330418843, ISBN 9780330418850 (englisch).
- Archibald Charles Barrington, John Pratt: The Prison Diary of A. C. Barrington: Dissent and Conformity in Wartime New Zealand. Otago University Press, Dunedin, New Zealand, 2016. ISBN 978-1-927322-31-4 (englisch).
- Daniel Berrigan, Philip Berrigan: Christen gegen die Gesellschaft. US-Priester im Gefängnis. Ins Deutsche übertragen von Hubert Deymann und David Harris. Rowohlt Taschenbuch Verlag, Reinbek bei Hamburg 1971. ISBN 3-499-11498-4. Originaltitel: Prison journals of a priest revolutionary. New York,  Holt, Rinehart and Winston 1970. ISBN 978-0030845130 (englisch).
- Edward W. Brougher: South to Bataan, North to Mukden: The Prison Diary of Brigadier General W. E. Brougher. University of Georgia Press, 2010. ISBN 978-0-8203-3795-1 (englisch).
- Marija Walerjewna Butina: Тюремный дневник.[8] Verlag AST, Moskau 2020. ISBN 978-5-17-134001-8 (russisch).
- Ransom A. Chadwick: Diaries in Andersonville Prison. Archiviert in der Minnesota Historical Society Library (englisch).[9]
- Eiléan Ní Chuilleanáin: As I Was Among Captives: Joseph Campbell's Prison Diary, 1922-1923. Cork University Press, Cork 2001. 978-1859182710 (englisch).
- Eldridge Cleaver: Soul on Ice. McGraw-Hill, New York, 1967. ISBN 978-0070113077 (englisch).
- Corneliu Zelea Codreanu: Aufzeichnungen im Kerker. Martyrium und Tod des heroischen Schöpfers und Führers der Eisernen Garde Rumäniens. Übersetzt und herausgegeben von Ion Mării. München, Colecţia Europa, 1984. Originaltitel: Însemnǎri dela jilava. Colecția Omul nou, 1951 (rumänisch).
- Michael Davitt: A Prison Diary, Or, Lectures to a „Solitary“ Audience. Chapman and Hall, London 1885 (englisch).
- Nidia Diaz: I Was Never Alone: A Prison Diary from El Salvador. Ocean Press, Melbourne 1992. ISBN 1-875284-13-3 (englisch).
- Can Dündar: Lebenslang für die Wahrheit. Aufzeichnungen aus dem Gefängnis. Aus dem Türkischen von Sabine Adatepe. Hoffmann und Campe, 2016. ISBN 978-3-455-50424-8.
- Andrej Dynko: Tagebuch aus einem Minsker Gefängnis. 28. November 2021.[10]
- Kurt Eisner: Gefängnistagebuch. Berlin, Paul Cassirer-Verlag 1919. Ediert, eingeleitet und herausgegeben von Frank Jacob, Cornelia Baddack, Sophia Ebert und Doreen Pöschl. Kurt Eisner-Studien, Band 1. Metropol Verlag, 2016. ISBN 978-3-86331-295-4.
- Hans Fallada: In meinem fremden Land. Gefängnistagebuch 1944. Hrsg. von Jenny Williams und Sabine Lange. Aufbau Verlag, Berlin 2009. ISBN 978-3351028008.
- Jacques Fesch: Du nimmst mich an. Briefe aus der Todeszelle. Hrsg. von Augustin-Michel Lemonnier. Mit einem Vorwort von Michel Quoist. Freiburg, Verlag Herder, 1974. ISBN 9783451170867. Originaltitel: Dans 5 heures je verrai Jésus! Journal de prison. Le Sarment Fayard, 1989. ISBN 9782866790141 (französisch).
- William Jordan Flake: Prison Diary.[11][12]
- Kurt Fritsch, Walter Timpe (Hrsg.): Gefängnis-Tagebuch. Politische Gefangene in Hannover 1950-51. Essen, Neue Impulse Verlag 2003. ISBN 978-3910080447.
- Frank Fujita: Foo, a Japanese-American Prisoner of the Rising Sun: The Secret Prison Diary of Frank „Foo“ Fujita. University of North Texas Press, 2000. ISBN 1-57441-131-4 (englisch).
- Katie Edith Gliddon: Gefängnistagebuch.[13]
- Igor Guberman: Progulki vokrug baraka. Samisdat, 1986 (russisch).[14]
- Carl Harp: Love & Rage: entries in a prison diary. Pulp Press, Vancouver 1981. ISBN 0-88978-091-9 (englisch).
- Elisabeth Janstein: Holloway Journal. Typoskript, ca. 1939 (unveröffentlicht).[15]
- Maina wa Kinyatti: Kenya: A Prison Notebook. BookSurge Press, 2009. ISBN 978-1439226841 (englisch).
- Amanda Knox: Zeit, gehört zu werden. Übersetzt von Marion Balkenhol, Peter Robert, Sabine Hedinger und Heide Horn. Droemer Knaur, 2013. ISBN 978-3426276068.
- Bruno Kreisky: Auch schon eine Vergangenheit: Gefängnistagebuch und Korrespondenzen von Bruno Kreisky. Mandelbaum Verlag, Wien 2009. ISBN 978-3-85476-294-2.
- Eduard Kusnezow: Prison Diaries. Aus dem Russischen übersetzt von Howard Spier. Einleitung von Leonard Schapiro. London: Vallentine Mitchell, 1975. ISBN 085303186X (englisch).
- Hermann Langbein: Menschen in Auschwitz. Ullstein Verlag, 1980. ISBN 9783548330143.
- Stefan Lorant: I Was Hitler's Prisoner: Leaves from a Prison Diary. Victor Gollancz, London 1935 (englisch). Ich war Hitlers Gefangener. Ein Tagebuch 1933. List Verlag, 1985. ISBN 978-3471780343.
- Sergei Leonidowitsch Magnitski: Gefängnistagebücher[16]
- Nelson Mandela: Briefe aus dem Gefängnis. Beck, München 2018. ISBN 978-3-406-71834-2.
- Michaella McCollum: High: My Prison Journey as One of the Infamous Peru Two. London, John Blake 2019. ISBN 178606880X (englisch).
- Fredrick Misebezi: Hakainde Hichilema's prison diary; events of the day, in and outside prison. Selbstverlag, 2018. ISBN 978-1980573630 (englisch).
- Akbar Mohammadi, Nasrin Mohammadi: Ideas and Lashes: The Prison Diary of Akbar Mohammadi and Nasrin Mohammadi. Xlibris, 2012. ISBN 978-1477143216 (englisch).
- Johann Most: Die Bastille am Plötzensee: Blätter aus meinem Gefängniß-Tagebuch. Braunschweig, W. Bracke jr., 1876.
- Erich Mühsam: Tagebücher. Bd. 7–15 (1919–1924, Festungshaft in Niederschönenfeld).[17] Hrsg. von Chris Hirte und Conrad Piens.  Verbrecher Verlag, Berlin 2014–2019.
- Jayaprakash Narayan: Prison Diary. Hrsg. von Amritlal B. Shah. University of Washington Press, 1979. ISBN 978-0295956138 (englisch).
- Peter Neuhof, Bernward Dörner (Hrsg.): Ich kämpfe gegen alles, was mich niederdrücken will. Das Tagebuch des jüdisch-kommunistischen Widerstandskämpfers Karl Neuhof und der Briefwechsel seiner Familie. Metropol Verlag, 2022. ISBN 978-3-86331-636-5.[18]
- Ngũgĩ wa Thiong’o: Detained. A Writer’s Prison Diary. Heinemann, London 1981 (englisch).[19]  Deutsche Übersetzung: Kaltgestellt. Gefängnistagebuch. Aus dem Englischen von Susanne Koehler. Trickster-Verlag, München 1991. ISBN 978-3923804382.
- Muchtar Pakpahan: Untukmu buruh penjara kutempuh: sebuah catatan harian di penjara. Jakarta: Pustaka Forum Adil Sejahtera, 1996.[20] Ins Englische übersetzt von David Williams unter dem Titel The prison diary of Muchtar Pakpahan. Inside Indonesia, 30. September 2007.[21]
- Oskar Panizza: Ein Jahr im Gefängnis – mein Tagebuch aus Amberg. Unveröffentlicht.[22]
- Yannis Papathanassiou: Prison Diary: Korydallos 1975-79.[23][24] Über die Haftbedingungen der griechischen Obristen im Korydallos-Gefängnis nach der Rückkehr Griechenlands zur Demokratie 1974.[25]
- Grigori Michailowitsch Pasko: Die rote Zone – ein Gefängnistagebuch. Aus dem Russischen von Hannelore Umbreit. Wallstein Verlag, Göttingen 2006. ISBN 978-3-89244-995-9.
- George Kardinal Pell: Unschuldig angeklagt und verurteilt. Das Gefängnistagebuch - Band 1. Media Maria, Illertissen 2021. ISBN 9783947931255.
- Passio sanctarum Perpetuae et Felicitatis.[26]
- Georg Quistgaard: Fængselsdagbog og breve. Stig Vendelkærs Forlag, Kopenhagen 1965 (dänisch).
- Grisélidis Réal: Suis-je encore vivante ? Journal de prison. Verticales, Paris 2008. ISBN 978-2070122912 (französisch).
- Snehalata Reddy: A Prison Diary. Karnataka State Human Rights Committee, 1977.[27]
- E. A. Rheinhardt: Tagebuch aus den Jahren 1943/44. Geschrieben in den Gefängnissen der Gestapo in Menton, Nizza und Les Baumettes (Marseille). Hrsg. von Martin Krist. Turia + Kant, Wien 2002. ISBN 3-85132-337-8.
- Luise Rinser: Gefängnistagebuch.  Verlag Kurt Desch, München 1946.
- Danny Rivera: Enamorado de la paz: Diario en la Cárcel Federal. Santo Domingo: Makarios, 2011. ISBN 0965015467 (spanisch).
- Glenn Robins (Hrsg.): They Have Left Us Here to Die: The Civil War Prison Diary of Sgt. Lyle Adair, 111th U.S. Colored Infantry. Kent State University Press, 2011. ISBN 978-1606351017 (englisch).
- Hilde Rubinstein: Ich wollte nichts als glücklich sein. Gefängnistagebücher unter Hitler und Stalin und andere verstreute Texte. Hrsg. und mit einem Nachwort versehen von Maria Empting und Stefan Greif. Igel, Paderborn 1994. ISBN 978-3927104334.
- Ummugulsum Sadigzade: Prison Diary: Tears Are My Only Companions. Ins Englische übersetzt von Ulviyya Mammadova. In: Azerbaijan International 2006, S. 48–53.[28]
- Bobby Sands: One Day in my Life. The Mercier Press, 2001. ISBN 978-1856353496 (englisch).
- Albertine Sarrazin: Journal de prison 1959. Edition Sarrazin, 1972. ISBN  9782253005858 (französisch).
- Edzard Schaper (Hrsg.): Der einsame Mensch – Petter Moens Tagebuch. Geschrieben im Gefängnis der Gestapo. Arche Verlag, 1950.[29] Originaltitel: Petter Moens Dagbok. J.W. Cappelens Forlag, 1949 (norwegisch).
- Bhogaraju Pattabhi Sitaramayya: Feathers and Stones. My Study Windows. Padma Publications, 1946 (englisch).
- Mohamedou Ould Slahi: Guantanamo Diary. Hrsg. von Larry Siems. Canongate Books, Edinburgh 2015. ISBN 978-1782112853 (englisch). Das Guantanamo-Tagebuch Unzensiert. Aus dem Amerikanischen von Susanne Held. Tropen, 3. Druckaufl. 2021. ISBN  978-3608503586.
- Boļeslavs Sloskāns: Zeuge Gottes bei den Gottlosen. Gefängnistagebuch. München, Kirche in Not 1988.
- Alexander Solschenizyn: Ein Tag im Leben des Iwan Denissowitsch. Übersetzt von Max Hayward. Droemer Knaur, 18. Auflage, 1999. ISBN 978-3426616260.
- Albert Speer: Spandauer Tagebücher. Ullstein, Frankfurt 1975. ISBN 3 548 03513 2.[30]
- Daniel Timsit: Récits de la longue patience: journal de prison 1956–1962. Flammarion, 2002. ISBN 978-2080682833 (französisch).
- Hans Uhlmann: Tagebücher aus der Gefängniszeit 1933-1935. Hatje Cantz Verlag, 2022. ISBN 978-3-7757-5252-7.
- Boris Vildé: Journal et lettres de prison 1941/1942. Editions Allia, 1997. ISBN 9782911188428 (französisch).
- Stefan Wachtel: Delikt 220. Bestimmungsort Schwedt. Gefängnistagebuch. Greifenverlag, Rudolstadt 1991. ISBN 3-7352-0247-0
- Simon Winchester: Prison Diary, Argentina. London, Chatto & Windus 1983. ISBN 978-0701127480 (englisch).